# Sporting Club Union El Biar
Pour les articles homonymes, voir El Biar.
Maillots
Le Sporting Club Union El Biar (en arabe : نادي سبورتينغ اتحاد الأبيار), plus couramment abrégé en SCU El Biar, est un club algérien de football fondé en 1911 puis disparu en 1962, et situé à El Biar dans la ville d' Alger.
Il évoluait au stade Municipal d'El Biar (actuellement Stade Abderrahman Ibrir).

## Histoire
Le Sporting Club Union El Biar est créé en 1911 dans la ville d'El Biar, par des colons européens qui étaient des amateurs de sport et de football.

## Palmarès

### Section football
| Compétitions nationales |
| --- |
| - Ligue d'Alger de Football Association,: - Division Promotion d'honneur : - Champion : 1952 et 1954 - Coupe de France de football : - Huitième de finale : 1957 |

### Classement en championnat d'Alger par année
- 1920-21 : Division d'honneur, 10e
- 1921-22 : Promotion d'honneur, ?e
- 1922-23 : Division d'honneur,  5e
- 1923-24 : Division d'honneur,  8e
- 1924-25 : Promotion d'honneur, ?e
- 1925-26 : Promotion d'honneur, ?e
- 1926-27 : Promotion d'honneur, ?e
- 1927-28 : Promotion d'honneur, ?e
- 1928-29 : Division d'honneur,  9e
- 1929-30 : Promotion d'honneur, ?e
- 1930-31 : Promotion d'honneur, ?e
- 1931-32 : Promotion d'honneur, ?e
- 1932-33 : Promotion d'honneur, ?e
- 1933-34 : Première Division, 5e
- 1934-35 : Première Division, ?e
- 1935-36 : Première Division, 9e
- 1936-37 : Deuxième Division groupe, ?e
- 1937-38 : Deuxième Division groupe A, 5e
- 1938-39 : Deuxième Division groupe, ?e
- 1939-40 :
- 1940-41 :
- 1941-42 :
- 1942-43 :
- 1943-44 :
- 1944-45 :
- 1945-46 :
- 1946-47 : Deuxième Division groupe, ?e
- 1947-48 : Première Division groupe B, 5e
- 1948-49 : Première Division groupe, ?e
- 1949-50 : Première Division groupe I, 6e
- 1950-51 : Première Division groupe III, 3e
- 1951-52 : Première Division groupe II, ?e
- 1952-53 : Division d'honneur, 11e
- 1953-54 : Première Division groupe, ?e
- 1954-55 : Division d'honneur, 6e
- 1955-56 : Division d'honneur, 7e
- 1956-57 :
- 1957-58 :
- 1958-59 :
- 1959-60 :
- 1960-61 :
- 1961-62 :

## Personnalités du club

### Présidents du club
- Delassus Marcel

### Entraîneurs du club
- Buffard Guy

### Anciens joueurs du club
Quelques joueurs qui ont marqué l'histoire du SCU El Biar.
- Buffard Guy
- Almodovar Guy
- Baesa Charly
- Benoit Paul